# کیم جونگ-شین
کیم جونگ-شین (انگلیسی: Kim Jong-shin؛ زادهٔ ۱۷ مهٔ ۱۹۷۰) کشتی‌گیر اهل کره جنوبی بود.
از افتخارات وی میتوان به کسب مدال نقره در بازی‌های المپیک تابستانی ۱۹۹۲ اشاره‌کرد.